# Liste der Bodendenkmale in Märkische Höhe
In der Liste der Bodendenkmale in Märkische Höhe sind alle Bodendenkmale der brandenburgischen Gemeinde Märkische Höhe und ihrer Ortsteile aufgelistet. Grundlage ist die Veröffentlichung der Landesdenkmalliste mit dem Stand vom 31. Dezember 2020.
Die Baudenkmale sind in der Liste der Baudenkmale in Märkische Höhe aufgeführt.

## Bodendenkmale
| Gemarkung          | Flur    | Kurzansprache                                          | Bodendenkmalnummer | Bemerkung                                        | Bild |
| ------------------ | ------- | ------------------------------------------------------ | ------------------ | ------------------------------------------------ | ---- |
| Batzlow (Lage)     | 1       | Siedlung Eisenzeit                                     | 60619              |                                                  |      |
| Batzlow (Lage)     | 1       | Siedlung Urgeschichte, Siedlung slawisches Mittelalter | 60620              |                                                  |      |
| Batzlow (Lage)     | 1, 6    | Dorfkern deutsches Mittelalter, Dorfkern Neuzeit       | 60621              |                                                  |      |
| Batzlow (Lage)     | 1       | Mühle deutsches Mittelalter, Mühle Neuzeit             | 60830              |                                                  |      |
| Reichenberg (Lage) | 3, 8    | Siedlung Bronzezeit, Siedlung Urgeschichte             | 60700              | siehe auch Liste der Bodendenkmale in Müncheberg |      |
| Reichenberg (Lage) | 7       | Hügelgräberfeld Urgeschichte                           | 60807              |                                                  |      |
| Reichenberg (Lage) | 7       | Siedlung Bronzezeit                                    | 60809              |                                                  |      |
| Reichenberg (Lage) | 7       | Siedlung römische Kaiserzeit                           | 60810              |                                                  |      |
| Reichenberg (Lage) | 1, 2, 3 | Dorfkern deutsches Mittelalter, Dorfkern Neuzeit       | 60811              |                                                  |      |
| Ringenwalde (Lage) | 1, 3    | Dorfkern deutsches Mittelalter, Dorfkern Neuzeit       | 60813              |                                                  |      |